# Поэзия и правда
«Поэ́зия и пра́вда: из мое́й жи́зни» (нем. Dichtung und Wahrheit: aus meinem Leben) — автобиографическое сочинение Иоганна Вольфганга Гёте.

## История создания
В 1808 г. завершились работы по подготовке первого собрания сочинений И. В. Гёте. Тогда же издатель предложил автору написать книгу автобиографического содержания, которая смогла бы послужить своего рода исследовательским комментарием к собранию сочинений, объяснила бы условия и причины написания отдельных работ, показала бы внутренние связи и генеральные направления в творчестве Гёте. Эту идею издатель сформулировал в письме:
«Произведения остаются всё-таки без связи, а иногда даже трудно поверить, что они исходят от одного и того же писателя. <…> Мы просим Вас, чтобы Вы открыли нам в известной связности как те жизненные и душевные состояния, которые дали материал, так и теоретические основания, которым Вы следовали»..
Работа над автобиографией была начата Гёте в 1811 г. и завершена в 1831-м; однако при жизни автора вышли в свет только первые три книги. Название, как считается, было подсказано секретарём Гёте — Ф. В. Римером. В первоначальной редакции секретаря название звучало как «Правда и поэзия» (нем. Wahrheit und Dichtung), но Гёте переставил слова местами, чтобы избежать неудобопроизносимого столкновения двух «d».. Повествование охватывает события с 1749 по 1775 гг., то есть со дня рождения до переселения в Веймар. Основным источником, несомненно, служила для Гёте его собственная память и отдельные, по большей части отрывочные и разрозненные, дневниковые записки разных лет. Для восстановления более полной картины событий из наиболее ранних лет своей жизни, он привлекал переписку с друзьями семьи и подлинные исторические документы. Один из крупнейших исследователей творчества Гёте, Евгений Максимович Браудо (1882–1939), так характеризует источниковую базу «Поэзии и правды»:
«По записи книг веймарской библиотеки, выданных Гёте на дом, возможно восстановить историю его подготовительных работ для автобиографии. Кроме многочисленных сочинений по истории литературы, Гёте использовал переписку со своей сестрой, а также ряд устных сообщений друзей своей юности и товарищей по университетским занятиям»..
Сочинение Гёте во многом отличается от большинства произведений автобиографического жанра обширными отступлениями, когда автор на время оставляет рассказ о событиях собственной жизни и выступает в полной мере как исследователь, как историк-профессионал. «Поэзия и правда» содержит множество ценнейших аналитических наблюдений над литературным процессом второй половины XVIII века, помещённым в контекст общественных отношений и культурной жизни эпохи. Сам Гёте так объяснил эту особенность:
«Главная задача биографии состоит именно в том, чтобы обрисовать человека в его отношениях к своему времени и показать, насколько целое было враждебно ему, насколько оно ему благоприятствовало, как он составил себе взгляд на мир и людей и как он отразил его во внешнем мире в качестве художника, поэта, писателя»..
Следуя этому принципу, Гёте написал скорее исторический очерк о мире третьей четверти XVIII столетия в той полноте, и в тех географических границах, которые открывались его сознанию в детские и юношеские годы.

## Переводы на русский язык
Наиболее ранний перевод «Поэзии и Правды» на русский язык, выполненный известным ученым-энтомологом и переводчиком Николаем Холодковским, начал издаваться после его смерти, в 1923 году, в рамках издательской серии «Всемирная литература» (1919—1924), с предисловием и комментариями Е. М. Браудо. В полном объеме перевод Холодковского был опубликован в середине 1930-х годов — в 9 и 10 томах 13-томного Собрания сочинений Гёте (1932—1949).
Новый перевод «Поэзии и Правды», выполненный переводчицей Наталией Ман, был выпущен в 1969 году издательством «Художественная литература» с предисловием и комментариями Н. Н. Вильмонта и переиздан в 3 томе 10-томного Собрания сочинений Гёте (1975—1980).
Первые издания автобиографической книги И. В. Гёте в переводах Н. Холодковского и Н. Ман:
- И. В. Гёте. Поэзия и Правда. Из моей жизни / Пер. с нем. Н. А. Холодковского; вступ. ст. и коммент. Е. М. Браудо. — Пг., М.: Гос. изд-во, 1923. — Т. 1, 2. — 188, 208 с. — («Всемирная литература. Германия. Избранные сочинения Вольфганга Гёте»).
- И. В. Гёте. Из моей жизни. Поэзия и Правда / Пер. с нем. Н. Ман; вступ. ст. и коммент. Н. Н. Вильмонта. — М.: «Художественная литература», 1969. — 606 с.